# 6800 Saragamine
6800 Saragamine (1994 UC) là một tiểu hành tinh vành đai chính được phát hiện ngày 29 tháng 10 năm 1994 bởi A. Nakamura ở Kuma.